# Sexismus-Klage
Die Sexismus-Klage (auch Stern-Klage) war eine erfolglose Unterlassungsklage, die Feministinnen im Jahr 1978 einreichten, um der Zeitschrift Stern aus ihrer Sicht sexistische Darstellungen verbieten zu lassen.

## Ausgangslage
In den 1960er Jahren wurde die bebilderte sexuelle Aufklärung zum Bestandteil vieler deutschen Illustrierten, beginnend mit einer sexualkundlichen Serie von Oswalt Kolle in der Neuen Revue. Ausgehend von Vorstellungen der sexuellen Revolution wurde auch die Forderung nach sexueller Selbstbestimmung der Frau erhoben. 1971 lautete die Titelschlagzeile der Zeitschrift Stern Wir haben abgetrieben!. Bei dieser von der Frauenrechtlerin Alice Schwarzer initiierten Aktion bekannten 374 Frauen, ihre Schwangerschaft abgebrochen und damit gegen geltendes Recht verstoßen zu haben. Andererseits entstand die stark kommerzialisierte Sexwelle, wobei meist in Verbindung mit Sex-Storys immer anzüglichere Abbildungen von lasziv posierenden Frauen erschienen. Nicht selten wurde dabei, teilweise verharmlosend, sexualisierte Gewalt dargestellt: „Vernunft durch Vergewaltigung, liederliche Lustobjekte, die geschlagen werden mußten, weil sie die Männer zu sehr reizten – dies war keineswegs nur das Bild der billigen Pornographie, das Programm einer Minderheit. Dies war der Alltag an Kiosken.“

## Sachverhalt
Auch die Zeitschrift Stern zeigte häufig und meist ohne konkreten Anlass Bilder von nicht oder kaum bekleideten Frauen. Der Klage voraus ging eine Reihe von Stern-Titelbildern, die nach Ansicht der Klägerinnen frauenerniedrigend waren, z. B. die Abbildung eines leicht bekleideten Damengesäßes auf einem Fahrradsattel im Juni 1977 oder die rückseitige Abbildung einer Frau im String-Bikini im März 1978. Als im Juni 1978 ein Plakat des Nachtclubs Rote Katze für den Titel vorgesehen war, ließ Henri Nannen den Druck stoppen und so zeigte der Titel statt einer Frau beim Lapdance dann zwei barbusige Tänzerinnen mit Hüten vor ihren knapp bedeckten Genitalien. Direkter Auslöser war ein Titelbild des Fotografen Helmut Newton aus dem April 1978, das Grace Jones abbildete. Alice Schwarzer wandte sich nun gegen den Stern und beschrieb das Bild in der Emma 7/1978, als „[…] eine Schwarze, nackt, in der Hand ein phallisches Mikrofon und um die Fesseln - schwere Ketten“.

## Rechtsstreit
Schwarzer bezeichnete das Foto als eine „Darstellung der Frau als bloßes Sexualobjekt“ und als einen Verstoß gegen die „Menschenwürde aller Frauen“. Sie sah sich daher selbst als Opfer einer Beleidigung gemäß § 185 StGB. Deswegen reichte sie gegen den Verlag Gruner + Jahr sowie gegen Chefredakteur Henri Nannen eine Unterlassungsklage ein, welche sie mit einem deliktischen Anspruch aus § 823 Abs. 2 BGB begründete. Außerdem wurde eine Beschwerde beim Presserat eingereicht.
In der von ihr herausgegebenen Emma forderte sie ihre Leserinnen auf, ebenfalls zu klagen. Diesem Aufruf folgten Inge Meysel, Erika Pluhar, Luise Rinser, Margarete Mitscherlich und fünf weitere Frauen. Die Beklagten sowie Kritiker warfen ihnen eine unzulässige Popularklage vor.

## Ergebnis
Das Landgericht Hamburg wies die Klage am 26. Juli 1978 ab (Az. 74 O 235/78). In der Urteilsbegründung nahm es zum einen den Vorwurf der Popularklage auf. Zum anderen stellte es fest, dass die Frauen als Kollektiv nicht beleidigungsfähig sein können. Eine Beleidigung einer großen Anzahl an Personen sei nur dann möglich, wenn diese „Personenmehrheit so aus der Allgemeinheit hervortritt, dass dieser Kreis der beteiligten Einzelpersonen deutlich umgrenzt ist“; bei einer Personengruppe, die mehr als die Hälfte der deutschen Bevölkerung ausmacht, könne dies nicht der Fall sein.
Trotz des Urteils war der Prozess aus Sicht der Klägerinnen nicht vergebens. So bekundete Vorsitzender Manfred Engelschall seine „Hochachtung vor dem Mut und dem Engagement der Klägerinnen“. Alice Schwarzer resümierte: „Ab jetzt kann kein Zeitungsmacher noch solche Titel bringen, ohne zu wissen, was er tut: was er Frauen damit antut.“ Damit offenbarte der Aufsehen erregende Prozess auch die Kluft zwischen dem medialen Frauenbild der Sexwelle und den Zielen der Frauenbewegung.